# Auros
Auros egy francia település Gironde megyében az Aquitania régióban. Lakosainak száma 1046 fő (2022. január 1.). Lakói a Aurossais-k

## Adminisztráció
Polgármesterek:
- 2001–2008 Maylis Coudroy Lille  (SE)
- 2008–2014 Stéphane Savigneux  (SE)
- 2014–2020 Philippe Camon-Golya

## Demográfia
| Lakosok száma | 623  | 645  | 669  | 803  | 998  | 1011 | 1020 | 1049 | 1048 | 1046 |
|               | 1968 | 1982 | 1990 | 2006 | 2013 | 2015 | 2017 | 2019 | 2020 | 2022 |

## Látnivalók
- Sainte Marie du Rivet templom
- Notre-Dame templom a XIII. századból

## Galéria

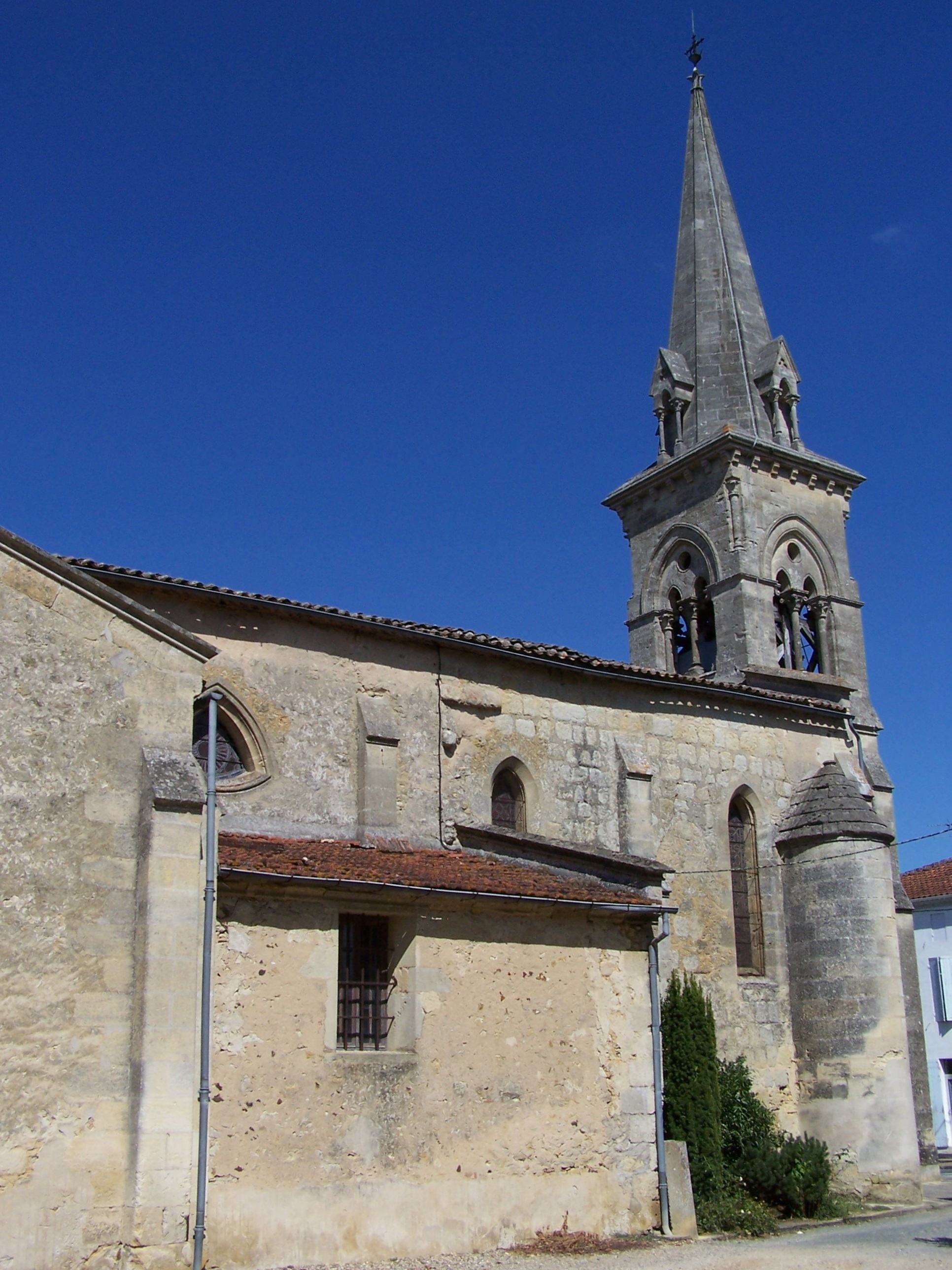
Notre-Dame
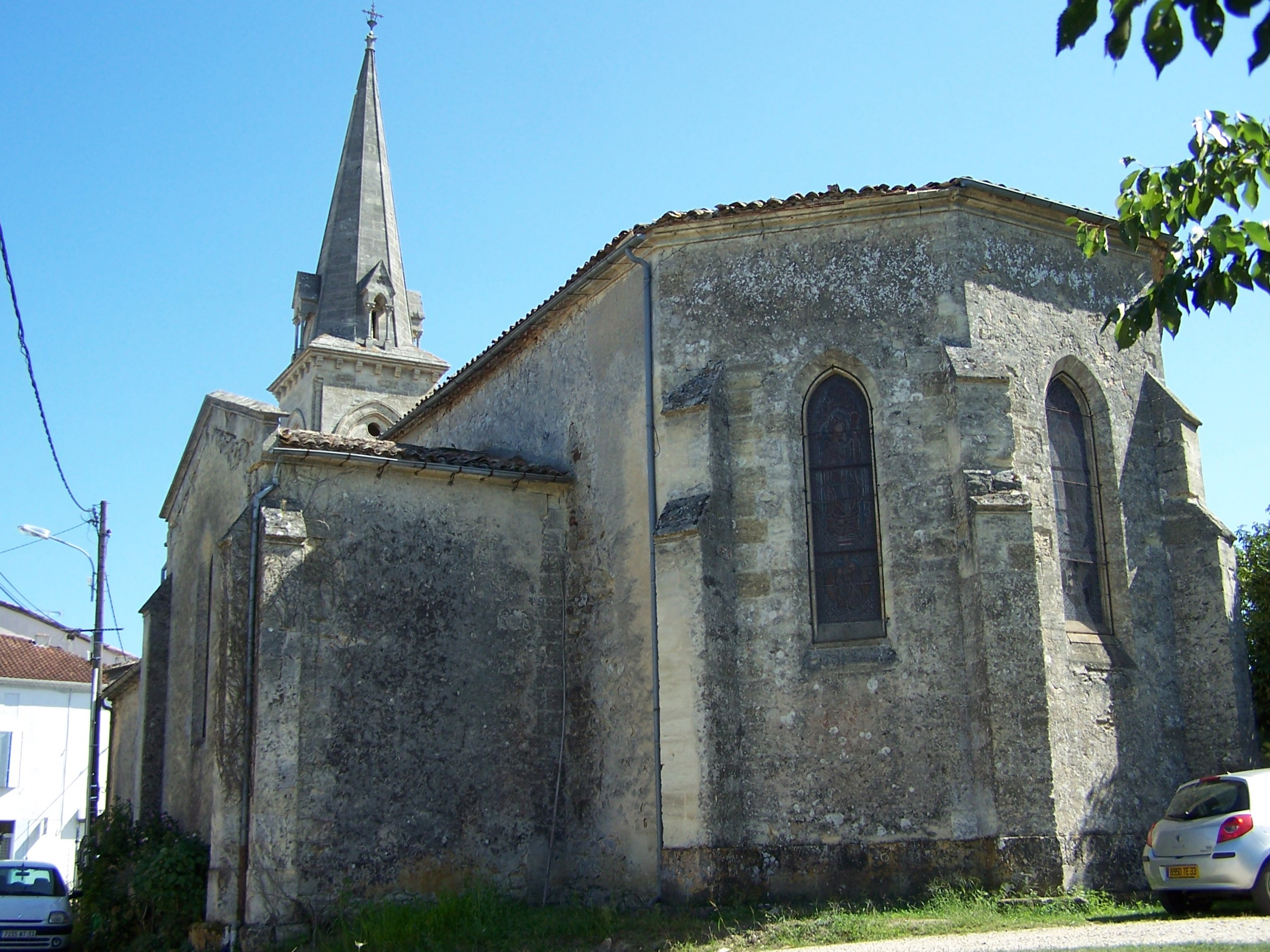
A szentély és az oldalsó kápolna
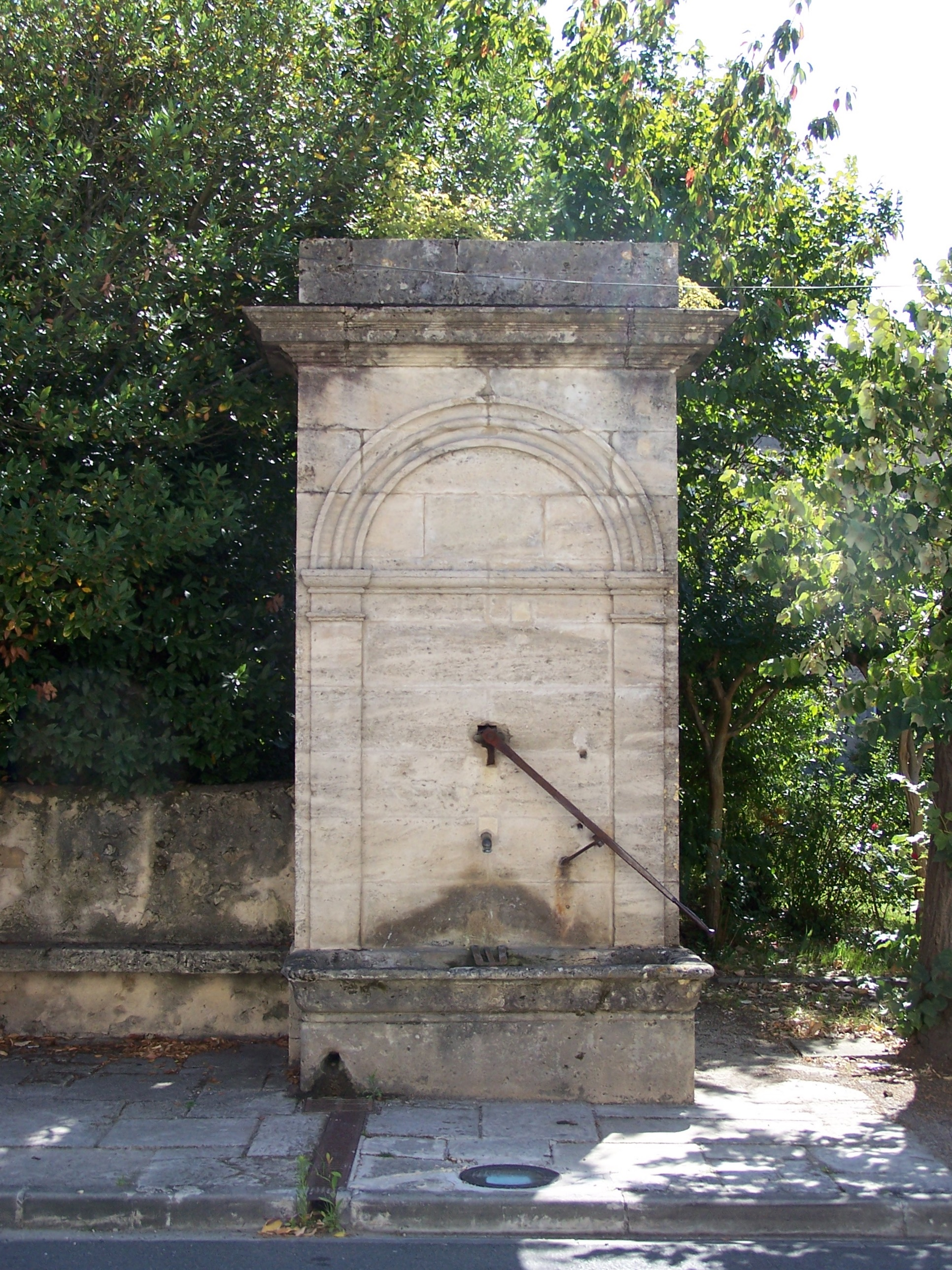
Egy régi kút a főutcán
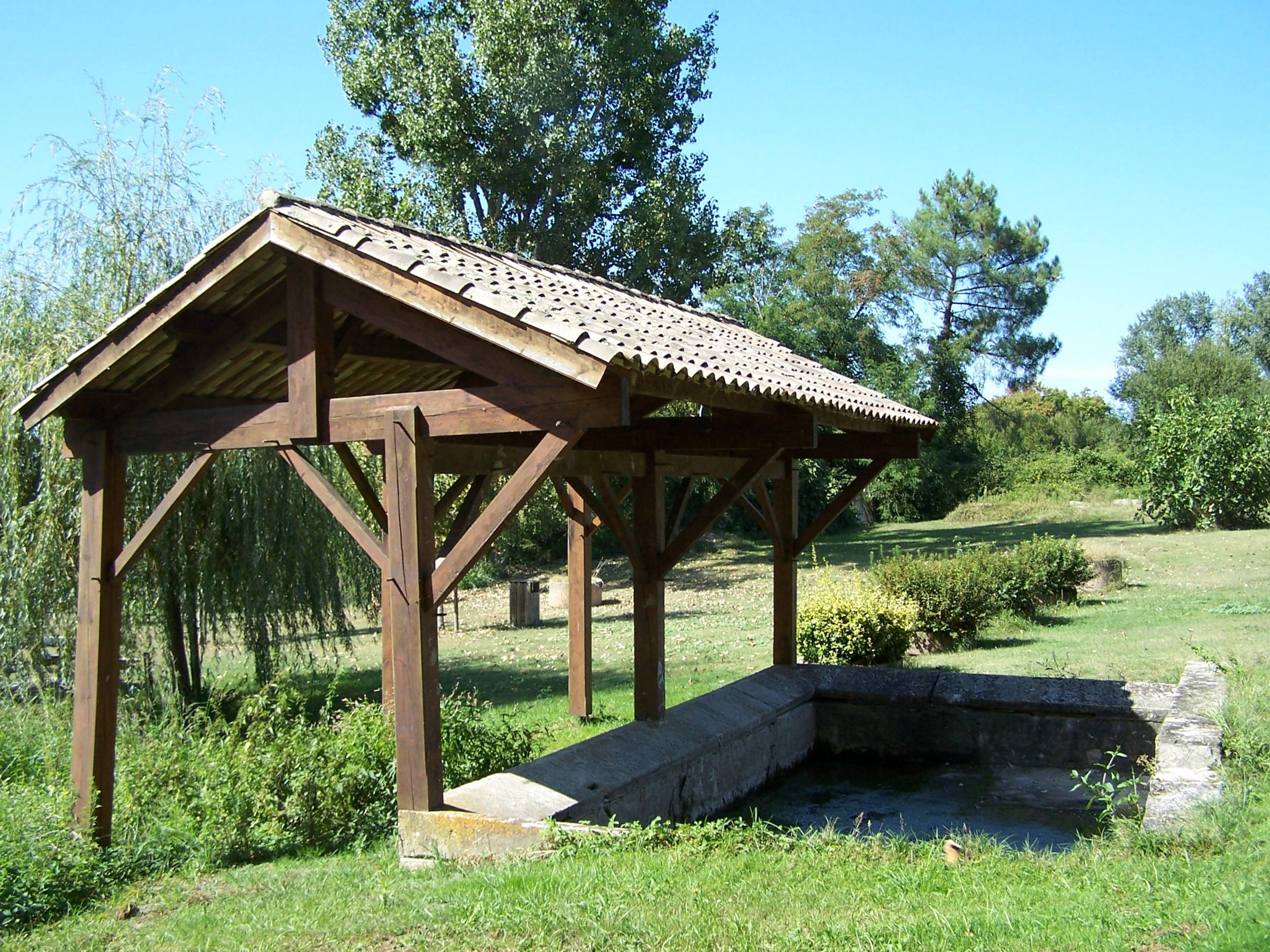
Mosoda a Monco úton
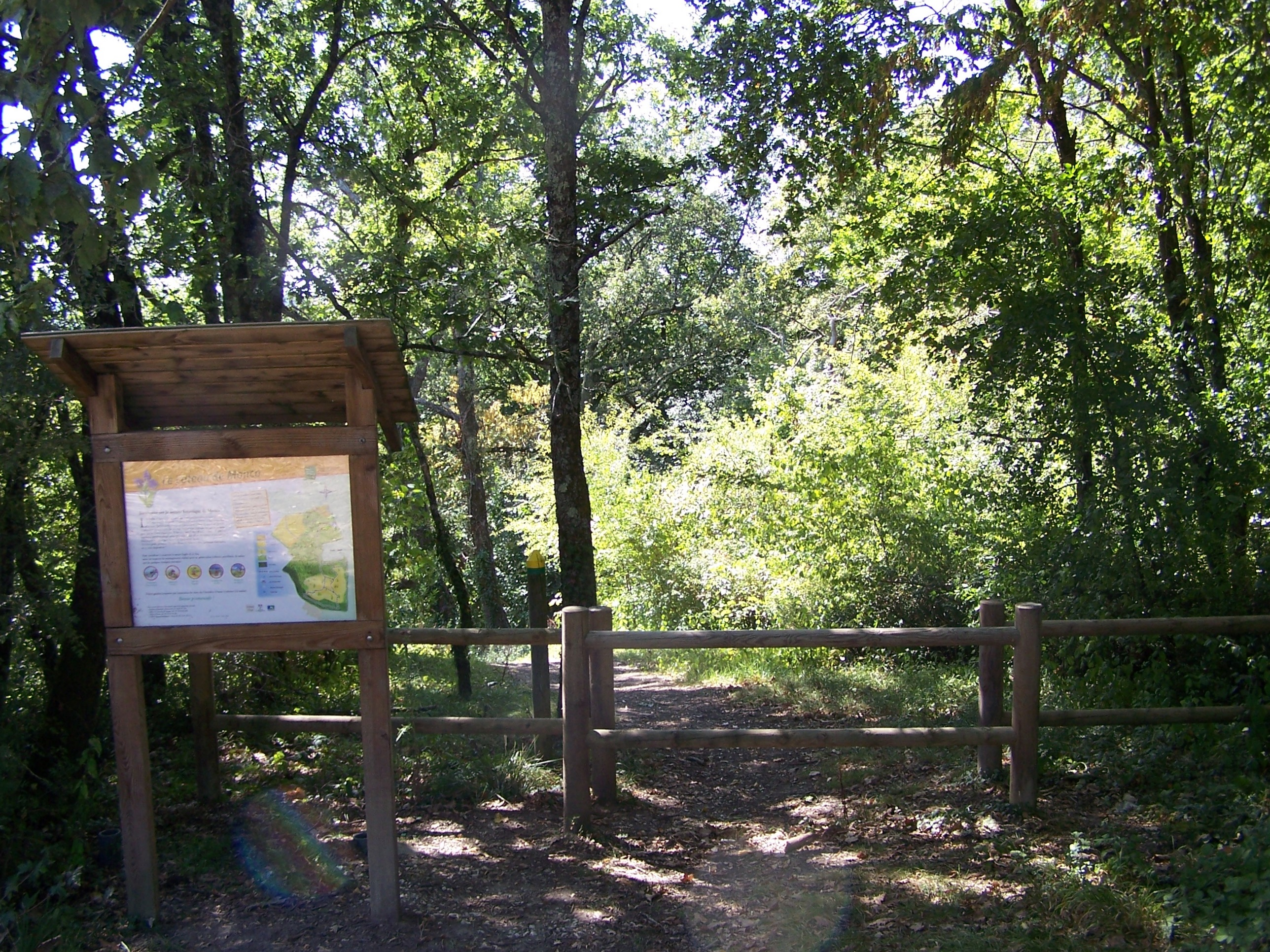
Monco
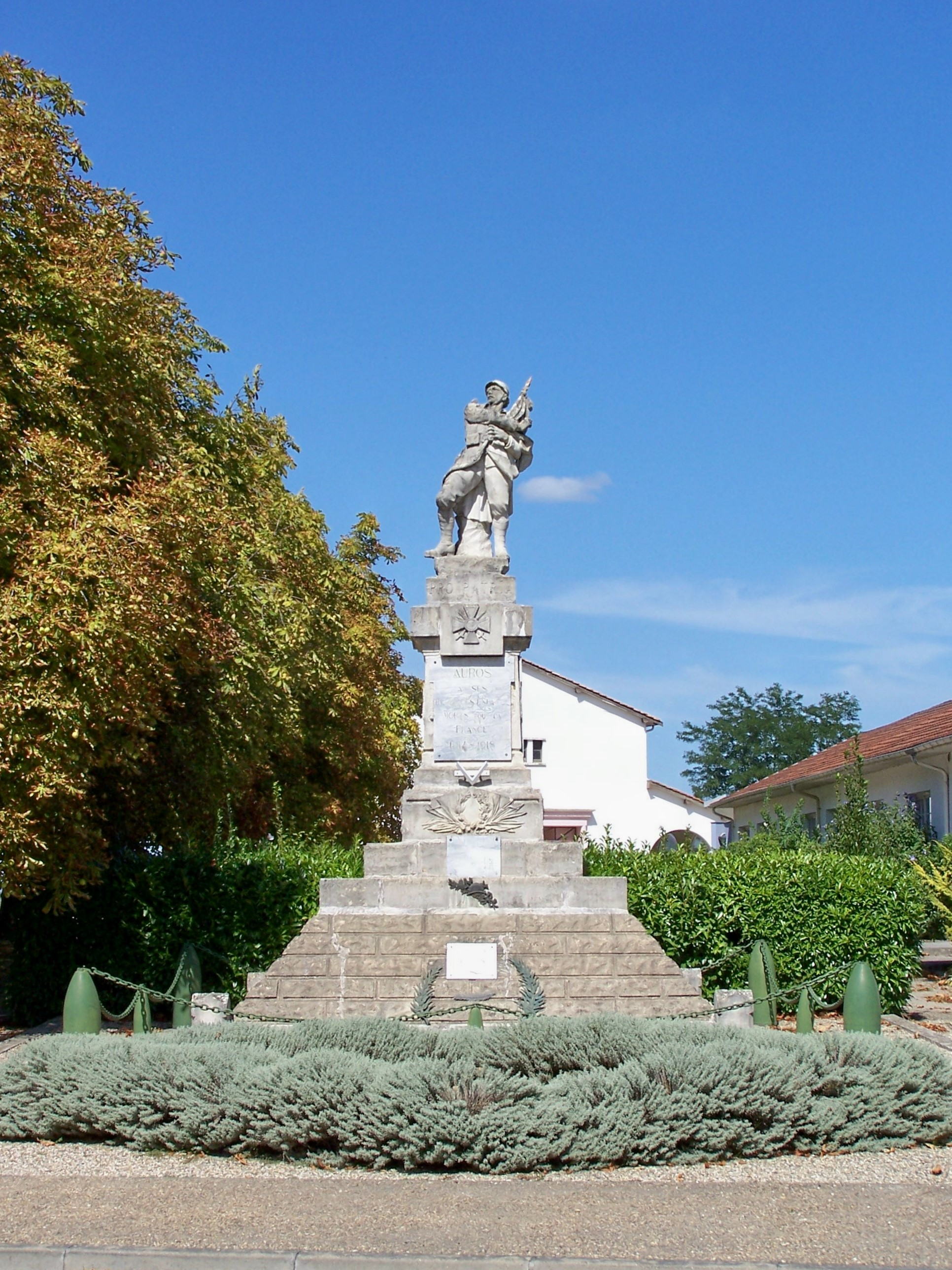
Emlékmű a belvárosban

## Fordítás
- Ez a szócikk részben vagy egészben  az   Auros című francia Wikipédia-szócikk fordításán alapul.  Az eredeti cikk szerkesztőit annak laptörténete sorolja fel. Ez a jelzés csupán a megfogalmazás eredetét és a szerzői jogokat jelzi, nem szolgál a cikkben szereplő információk forrásmegjelöléseként.